# Provincia de Artemisa
La Provincia de Artemisa es una provincia cubana establecida a partir del 1 de enero de 2011, derivada de la división de la antigua provincia de La Habana en las actuales Artemisa y Mayabeque. La provincia de Artemisa comprende la mitad occidental (8 municipios) de la extinta La Habana (1976-2010) más tres municipios contiguos provenientes de la Provincia de Pinar del Río. La capital es la ciudad de Artemisa, que fue el mayor municipio en extensión y población de la antigua provincia de La Habana.

## Datos básicos
La provincia de Artemisa tiene una extensión superficial de 4004,27 km² y 507 304 habitantes al cierre del 31 de diciembre de 2011, con una densidad de 129,69 habitantes/km². La población rural representa el 30,15 % del total. Limita a norte con el Estrecho de la Florida y el Golfo de México; al sur con el Golfo de Batabanó; al este con las provincias de La Habana y Mayabeque; y al oeste con la provincia de Pinar del Río.
Artemisa es la decimotercera provincia por su extensión (supera solamente a Mayabeque y a La Habana) y la decimoprimera por su población (supera a Cienfuegos, Sancti Spiritus, Ciego de Ávila y Mayabeque), así como la provincia con mayor densidad poblacional exceptuando a La Habana y Santiago de Cuba. Las principales ciudades  de la nueva provincia son: Artemisa (48 897; año 2020), San Antonio de los Baños (33 811) y San Cristóbal (29 119).

## Municipios
| Municipio                | km²      | Población |
| ------------------------ | -------- | --------- |
| Mariel                   | 270,85   | 44 786    |
| Guanajay                 | 110,26   | 28 750    |
| Caimito                  | 239,4    | 39 304    |
| Bauta                    | 155,13   | 48 024    |
| San Antonio de los Baños | 126,37   | 49 942    |
| Güira de Melena          | 199,22   | 39 821    |
| Alquízar                 | 194,36   | 32 501    |
| Artemisa                 | 688,7    | 82 917    |
| Bahía Honda              | 784,14   | 45 124    |
| Candelaria               | 301,42   | 20 283    |
| San Cristóbal            | 934,4    | 70 940    |
| Total                    | 4 004,27 | 502 392   |

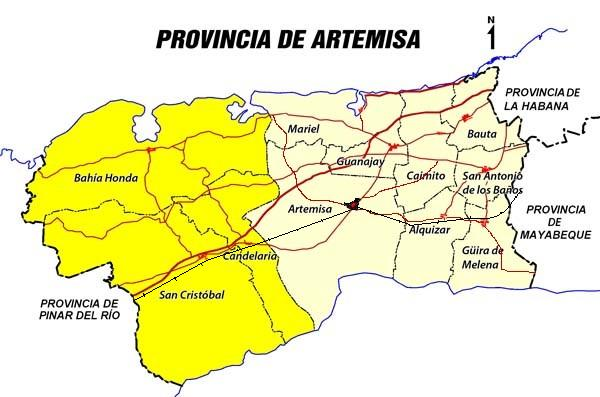
Mapa de la Provincia de Artemisa.

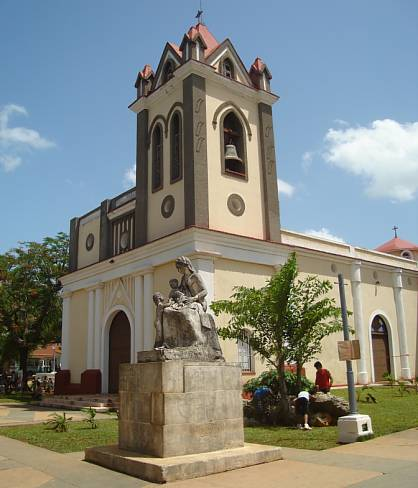
Iglesia católica en el Parque Central de Artemisa.

Fuentes: Oficina Nacional de Estadísticas e Instituto de Planificación Física/2010

## Organización territorial
A la llegada de los conquistadores españoles en el siglo XVI, la mayor parte del actual territorio de la Provincia de Artemisa conformaba el cacicazgo indígena de Marién, situado entre los de Habana (al este) y Guaniguanico (actual Pinar del Río, al oeste). En la primera mitad del siglo XIX, se crean las Tenencias de Gobierno (Jurisdicciones) de Mariel (en 1820, cuyo asiento pasó a Guanajay en 1854), Bahía Honda (1847, desgajada de Mariel) y San Cristóbal (1847), cubriendo la mitad oriental del territorio conocido históricamente por Vuelta Abajo (al oeste de la Laguna de Ariguanabo); así como, la Jurisdicción de San Antonio de los Baños, al sur de dicha Laguna, fundada como jurisdicción señorial del Marqués de Montehermoso en 1794. El territorio del actual municipio de Bauta pertenecía a la Jurisdicción de Santiago de las Vegas.

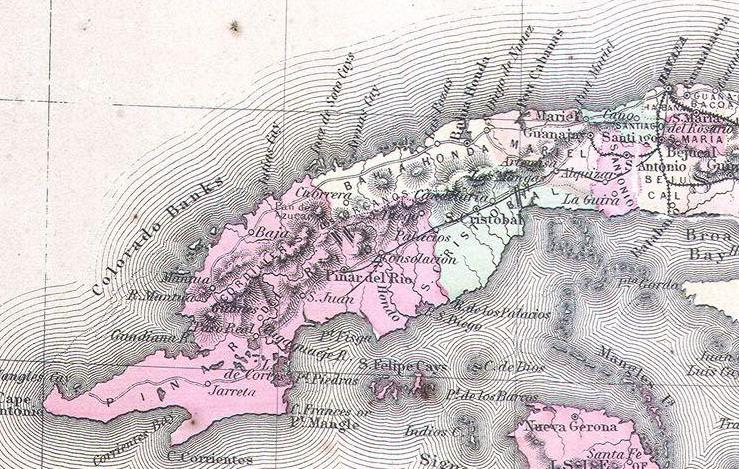
Mapa del occidente cubano en 1861, que muestra las Jurisdicciones o Tenencias de Gobierno de San Antonio de los Baños, Mariel, San Cristóbal y Bahía Honda.

A partir de la creación de las primeras provincias cubanas en 1879, los municipios de San Cristóbal, Bahía Honda, Cabañas, Candelaria, Artemisa, Mariel, Guanajay y Guayabal (posteriormente Caimito del Guayabal), formaron parte de la Provincia de Pinar del Río. Otros municipios originales de esa provincia en esa zona fueron Cayajabos, Las Mangas, Santa Cruz de los Pinos y San Diego de Núnez, los cuales fueron abolidos definitamente al finalizar la Guerra de Independencia durante la intervención estadounidense (1898-1902). El territorio de Guayabal pasó al municipio Bauta de la Provincia de La Habana en 1902, restableciéndose en 1910 como municipio de Caimito del Guayabal en esa provincia. Bahía Honda, Candelaria y Mariel también perdieron su estatus de municipio en 1899, pero Candelaria y Mariel lo recuperaron en 1910 y Bahía Honda solo en 1963 desgajándose de Cabañas. Artemisa, Mariel y Guanajay pertenecieron a Pinar del Río hasta 1969, fecha en que pasaron también a La Habana. De ese modo, la nueva provincia de Artemisa puede considerarse más como de origen pinareño (7 de los municipios actuales) que propiamente habanero (solo 4 propiamente).
El antecedente más cercano de una organización supramunicipal con el nombre de Artemisa, en este territorio, se remonta a 1963 con el surgimiento de las Regiones o Regionales como eslabón intermedio entre los municipios y las provincias. El Regional Artemisa, dentro de la Provincia de Pinar del Río abarcaba los actuales municipios de Artemisa, Guanajay, Mariel, Bahía Honda y La Palma así como los extintos de: Cabañas (desde 1976 parte de Mariel) y Orozco (Pablo de la Torriente Brau, desde 1976 integrado a Bahía Honda). Tras el traspaso a la provincia de La Habana en 1969, el Regional Artemisa perdió los territorios de los actuales municipios de Bahía Honda y La Palma que quedaron en Pinar del Río como regional Costa Norte.
Por otra parte, los municipios pinareños de San Cristóbal y Candelaria nunca habían pertenecido anteriormente a ninguna organización territorial con cabecera en Artemisa, aunque históricamente han sostenido estrechos vínculos comerciales y culturales con esta villa.

En cuanto al área proveniente de la antigua provincia de La Habana, estuvo organizada en 1879 en los siguientes municipios: San Antonio de los Baños, Güira de Melena, Alquízar, Hoyo Colorado (actual Bauta), Ceiba del Agua y Vereda Nueva. Estos dos últimos perdieron también su estatus municipal en 1899 integrándose primeramente en San Antonio de los Baños. Entre 1963 y 1970 los municipios de Caimito,  Bauta, Alquízar, Güira de Melena, San Antonio y el restablecido de Ceiba-Vereda, estuvieron organizados  en el Regional Ariguanabo con cabecera en San Antonio de los Baños. A partir de 1970 del regional Ariguanabo se desgajaron los nuevos regionales Bauta (municipios Bauta, Caimito y Ceiba-Vereda) y Quivicán (Bejucal, Quivicán, La Salud y Batabanó). Estos últimos pasaron en 2011 a formar parte de la nueva provincia de Mayabeque. 

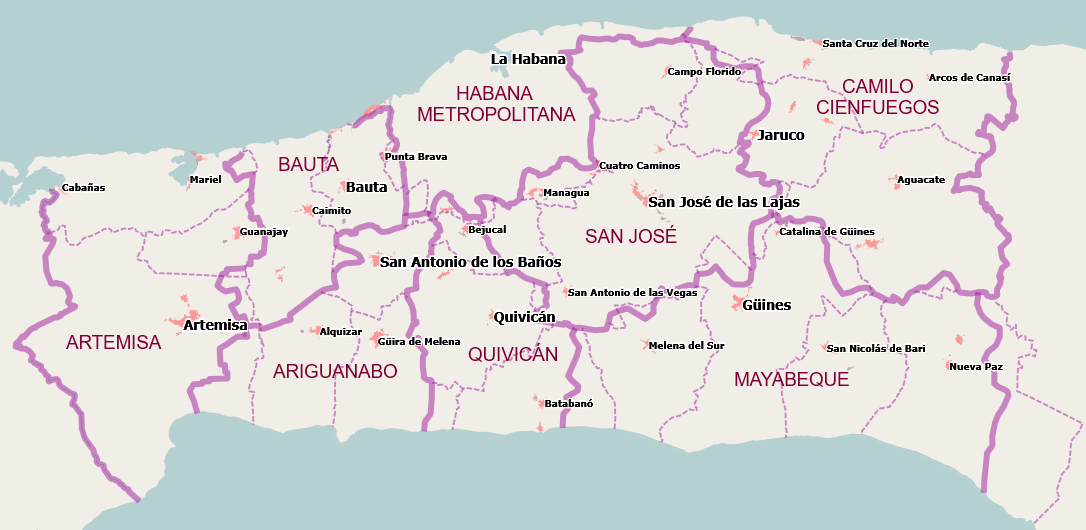
División de la provincia de La Habana en regionales en 1970.

Los Regionales fueron abolidos con la Nueva División Política Administrativa del país aprobada en la Constitución de 1976 que organizó al país en 14 provincias (incluyendo La Habana separada de Ciudad de La Habana) y también abolió y reorganizó muchos municipios.
Desde 1976 hasta 2010, la provincia de La Habana fue la única que no contó con una cabecera provincial en su propio territorio. Sus entidades de dirección se localizaban en la ciudad de La Habana. También era la de mayor cantidad de municipios: 19. Además, fue la segunda provincia de mayor crecimiento poblacional relativo en ese período con 30.8 %, solamente superada por Ciego de Ávila. Estas razones, además de su configuración geográfica peculiar, con la ciudad de La Habana en su centro geográfico, sirvieron de base para su división en dos provincias separadas: Artemisa y Mayabeque, con sus respectivas capitales en cada territorio.

## Historia

### Etapa colonial
Las primeras poblaciones fundadas en los actuales territorios que cubre la provincia fueron Alquízar (1616) y Guanajay (San Hilarión de Guanajay, 1650) y Las Pozas (en el actual municipio de Bahía Honda, 1685). En el siglo XVIII se fundaron las villas de San Cristóbal (1743), Bauta (conocido inicialmente como Hoyo Colorado, 1750), Mariel (1768), San Antonio de los Baños (San Antonio Abad, 1775; villa en 1794), Güira de Melena (1779), Bahía Honda (1779). Ya en el siglo XIX se fundaron Candelaria (1809), Artemisa (1810) y Caimito (1827). La actual cabecera provincial, Artemisa, surgió debido al traslado de vecinos de La Habana afectados por un incendio. La villa creció rápidamente basada en la economía del café, primeramente, y posteriormente en la caña de azúcar y otros cultivos y la manufactura del tabaco, sobrepasando en importancia a las vecinas, convirtiéndose en los primeros años del siglo XX en la segunda ciudad en importancia de la entonces Provincia de Pinar del Río. Las ruinas del cafetal Angerona, Monumento Nacional de Cuba, dan fe del esplendor del cultivo del café que le mereció a la comarca el apelativo de "Jardín de Cuba".
El actual territorio de la Provincia de Artemisa fue históricamente un importante escenario de las luchas por la independencia del país. En la etapa precursora de las Guerras de Independencia, el 12 de agosto de 1851, Narciso López, revolucionario de tendencia pro-anexionista, realiza su segunda expedición desde los EE. UU. desembarcando en la costa de Bahía Honda (Playa El Morrillo). Toma el poblado de Las Pozas y es acosado por el ejército español en la Sierra del Rosario, donde finalmente, después de una dura resistencia, es capturado y ejecutado en La Habana el 1 de septiembre de 1851. Un año después, en 1852, se frustra la llamada Conspiración de Vuelta Abajo, también de tendencia anexionista, siendo apresados en las cercanías de Artemisa y posteriormente desterrados, sus líderes, Francisco Estrampes y el Conde de Pozos Dulces.
En la Guerra de Independencia (1895-1898) el territorio de Artemisa es nuevamente teatro de importantes combates, durante la invasión a occidente y la campaña en Pinar del Río de Antonio Maceo, Lugarteniente General del Ejército Mambí. Artemisa fue la sede de la comandancia general de la Trocha de Mariel a Majana, línea fortificada construida por los españoles, en la parte más estrecha de la isla (entre la bahía de Mariel al norte y la Ensenada de Majana, al sur) con el vano propósito de impedir la movilidad de las tropas de Maceo y embotellarlo en Pinar del Río. La Trocha fue burlada por los mambises en varias ocasiones. El General Maceo cayó en combate el 7 de diciembre de 1896 en la finca de San Pedro, actual municipio de Bauta, lugar donde se erige un monumento.
El territorio de Artemisa sufrió crudamente en ese período la política de "Reconcentración" del Capitán General español Valeriano Weyler, precedente directo de los campos de concentración nazis, quien en un intento por cortar el apoyo de las tropas libertadoras entre la población rural cubana, obligó a la misma a concentrase forzosamente en lugares urbanos. Dicha medida provocó cuantiosas muertes en la población civil por hambre y epidemias que también se propagaron en el propio ejército español. Así, entre 1896 y 1897 se registran más de 7600 muertos entre los reconcentrados, según los archivos de la iglesia de Artemisa.
Entre las figuras históricas del territorio destacadas en este período se encuentran el General de Brigada del Ejército Libertador, Alberto Nodarse, miembro del estado mayor de Maceo (nacido en Cayajabos, Artemisa), el padre Guillermo González Arocha, párroco de Artemisa y la escritora y periodista Magdalena Peñarredonda, delegada del Partido Revolucionario Cubano en la Provincia de Pinar del Río, que alcanzara el grado de comandante del Ejército Mambí (nació en Quiebrahacha, Mariel y creció en Artemisa). En recordación a Magdalena Peñarredonda se levanta un busto en el parque central de Artemisa.

### Etapa republicana y Revolución de 1959
Entre las figuras históricas nacidas en el territorio que alcanzan relevancia nacional en la etapa republicana, se destacan Carlos Baliño (nacido en Guanajay en 1848), fundador del Partido Revolucionario Cubano junto a José Martí en 1892 y posteriormente, durante la República, fundador junto a Julio Antonio Mella del Primer Partido Comunista de Cuba en 1925. Rubén Martínez Villena (1899-1934), poeta y destacado líder comunista de la Revolución de 1930, nació en Alquízar.

El territorio de Artemisa tuvo una participación destacada en el movimiento liderado por Fidel Castro que desembocó en el asalto al Cuartel Moncada, el 26 de julio de 1953 en Santiago de Cuba, considerado el inicio de la Revolución Cubana que triunfara en 1959. Una treintena de artemiseños y guanajayenses tomaron parte en dicha acción combativa, 17 de los cuales murieron en el ataque o posteriormente en la lucha revolucionaria. Varios artemiseños tomaron parte también en la expedición del yate Granma comandada por Fidel Castro, entre ellos, Julio Díaz y el capitán Ciro Redondo, caído posteriormente en combate el 29 de noviembre de 1957 en la Sierra Maestra y ascendido póstumamente al grado de Comandante. Su nombre lo llevaba la Columna No 8, comandada por Che Guevara durante la etapa final de la guerra. Ciro Redondo ha sido elegido el Patriota Insigne de la Provincia de Artemisa. El Comandante de la Revolución, Ramiro Valdés Menéndez, vicepresidente del Consejo de Estado de Cuba, quien fuera también atacante al Moncada y combatiente en la Sierra Maestra junto al Che, es natural de Artemisa. Otros dos artemiseños se destacaron también en la Revolución como miembros de la dirección de otras dos organizaciones: Eduardo García Lavandero del Directorio Revolucionario 13 de Marzo y Carlos Rodríguez Careaga del Partido Socialista Popular. Los restos mortales de los combatientes artemiseños descansan en el monumento erigido a su memoria: el Mausoleo de los Mártires de Artemisa. 

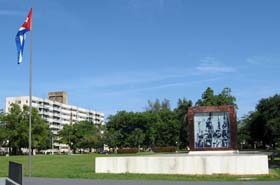
Mausoleo de los Mártires de Artemisa caídos en combate durante el Asalto al Moncada o en la Sierra Maestra.

Entre los hechos históricos importantes después del triunfo de la Revolución de 1959, se encuentra el ataque aéreo a la Base de San Antonio de los Baños el 15 de abril de 1961, preludio a la invasión de Playa Girón. El ataque contrarrevolucionario, aunque destruyó varios aviones de combate, no pudo impedir el dominio del aíre por la Fuerza Aérea Revolucionaria durante los combates de Playa Girón, cuyas misiones partieron principalmente desde esta base, y fueron un factor muy importante en la derrota de la invasión. En los combates de Playa Girón participaron también, milicianos del Batallón de San Antonio de los Baños y se destacaron los jóvenes de la Escuela de Artillería de la Base Granma en el Mariel.
El territorio de la actual provincia de Artemisa fue un escenario destacado de la llamada Crisis de los misiles o Crisis de octubre de 1962. En las alturas de los municipios de San Cristóbal y Candelaria, en la Sierra del Rosario, se instalaron los emplazamientos de los misiles nucleares R12 de alcance medio, mientras que en la Meseta del Esperón (Guanajay-Caimito) se planeaba instalar cohetes de alcance intermedio R14. Los puertos de Bahía Honda, Cabañas y Mariel se emplearon para el desembarco de equipamiento militar y efectivos del contingente soviético y en la base aérea de San Antonio de los Baños se estableció parte del regimiento aéreo soviético, incluyendo bombarderos ligeros IL-28 y cazas Mig 21.
A la Base Aérea de San Antonio arribaron el 12 de julio de 1997 los restos mortales de Ernesto Che Guevara, exhumados y trasladados desde Bolivia. La emotiva ceremonia de recibimiento fue encabezada por Fidel Castro. Al frente de la misión se encontraba el Comandante de la Revolución Ramiro Valdés Menéndez.

## Geografía
El territorio de la provincia comprende en su mayor parte zonas llanas pertenecientes a la llanura cársica meridional (llanura roja). En su extremo occidental (municipios de Candelaria y San Cristóbal) la planicie se convierte paulatinamente en una llanura aluvial irrigada por los ríos provenientes de la Sierra del Rosario y los suelos rojos (los más productivos del país) dan paso a suelos más arcillosos aunque también fértiles. En la parte sur oriental abundan las cuevas y sumideros, y los ríos generalmente no llegan a la costa (ríos Ariguanabo y Capellanías). 
La cuenca de Ariguanabo recoge aguas provenientes de la vertiente sur de los municipios de Bauta, Caimito, San Antonio, Boyeros (Ciudad de La Habana) y Bejucal (Mayabeque). Antiguamente albergaba la laguna del mismo nombre, actualmente casi completamente desecada; no obstante, es aún una importante fuente subterránea, que se explota para el abasto de agua a la población de la capital del país. La cuenca desaguaba a través del Río Ariguanabo que atraviesa San Antonio de los Baños y desaparece en un sumidero.

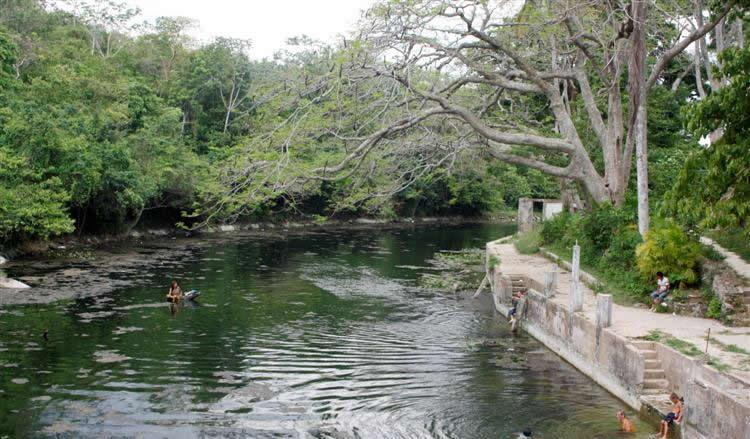
Río Ariguanabo a su paso por San Antonio de los Baños.

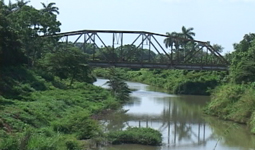
Río San Cristóbal en las cercanías de esa ciudad.

De este a oeste la provincia es atravesada por la Sierra del Rosario, parte de la Cordillera de Guaniguanico, la más importante cordillera del Occidente del país con la elevación máxima del Pan de Guajaibón (699 m) en su extremo occidental, perteneciente al municipio de Bahía Honda. La sierra se extiende con elevaciones de menor altura hasta las Alturas del Mariel y la Mesa de Anafe o Loma del Esperón (Caimito). Al norte de la Sierra del Rosario se extiende la llanura ondulada del norte, de menor anchura que la sur y menos apropiada para la agricultura. La zona más estrecha de la isla (31 km), verdadero istmo cubano, se encuentra entre la bahía de Mariel y la ensenada de Majana (en el municipio de Artemisa). Desde las elevaciones occidentales de la Sierra del Rosario es posible observar a simple vista ambas costas en días despejados.
La ladera sur de la Sierra del Rosario se corresponde con la llamada falla de Pinar del Río, la segunda zona sísmica cubana de mayor importancia, después de la Sierra Maestra. La actividad sísmica ha sido de poca intensidad en los últimos 100 años, no obstante se reporta al menos un sismo superior a escala VI en 1880 en San Cristóbal y Soroa. El 29 de junio de 2021 se reportón un sismo de magnitud 5.1 en San Cristóbal.
La provincia cuenta con tres excelentes bahías de bolsa en la costa norte (Bahía Honda, Cabañas y Mariel), todas con facilidades portuarias. El mayor río es el San Cristóbal con 62 km de longitud y una cuenca de 424 km² que nace en la Sierra del Rosario y desemboca en la costa sur. La costa norte es fundamentalmente rocosa mientras que la sur es baja con amplias extensiones de mangle y zonas pantanosas. Hay grandes recursos hídricos y numerosos embalses, entre los que se pueden mencionar: La Paila y San Julián (San Cristóbal); San Francisco, Pinillos y Mosquito (Mariel), La Coronela (Caimito), Maurín (Bauta) y otros.

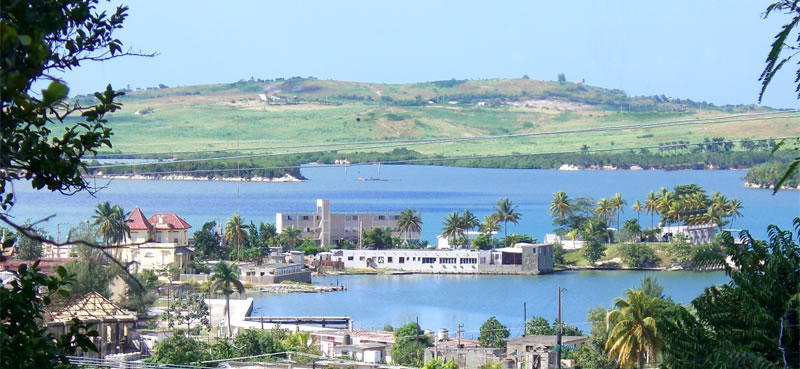
Bahía y puerto del Mariel.

El clima es tropical o subtropical húmedo con temperaturas que no exceden los 35 °C en verano. En invierno llegan con frecuencia los frentes fríos que provocan disminución considerable de la temperatura en la madrugada, que puede bajar hasta 4-8 °C en la llanura roja (Güira de Melena) e incluso menor en las elevaciones de la Sierra del Rosario. Entre junio y noviembre son frecuentes los huracanes y ciclones tropicales.

## Demografía
La población total de la provincia era de 494 631 habitantes en 2012, lo que representa el 4.5 % del país, con una densidad de población de 125.5 hab/km², la mayor después de La Habana y Santiago de Cuba. La densidad es mayor en las zonas de la Llanura Roja del sur y hacia el este, en dirección a la ciudad de La Habana, y mucho menor en las áreas montañosas de la Sierra del Rosario y cerca de la costa sur. El municipio de mayor densidad poblacional es San Antonio de los Baños (395.5 hab/km²), y el de menor, Bahía Honda (57.5).
| Año 2012 | TOTAL   |
| Urbano   | 349 164 |
| Rural    | 145 467 |
| Total    | 494 631 |

Fuente: Oficina Nacional de Estadística e Infomración (ONEI), censo de 2012, República de Cuba.
El 70.6 % de la población se considera urbana según la definición de la Oficina Nacional de Estadísticas de Cuba. Los municipios más urbanizados son Guanajay (82.4 %) y Bauta (81.3 %). El menos urbanizado es Alquízar (52.9 %). Existen 386 asentamientos poblacionales, de ellos 55 de carácter urbano, incluyendo 6 ciudades de más de 20 000 habitantes y 11 poblaciones de más de 10 000 habitantes (límite que responde a la definición de ciudad, más extendida internacionalmente). El 51.8 % de la población vive en ciudades de más de 10 000 hab.

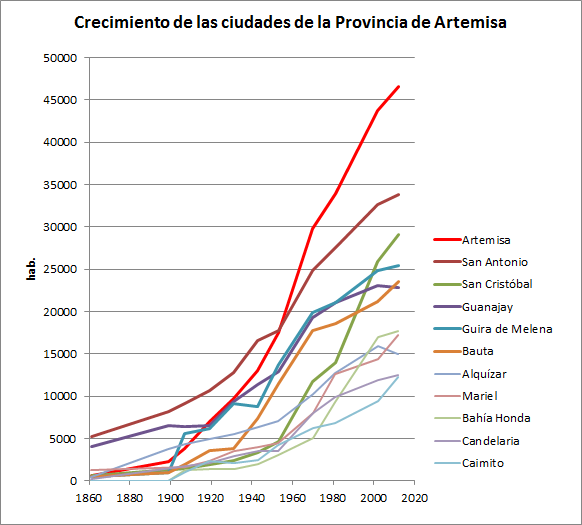
Crecimiento poblacional de las ciudades de la Provincia de Artemisa.

De acuerdo a datos de 2012, las mayores ciudades son: Artemisa (46 574 hab. –48 897 hab. en 2020–), San Antonio de los Baños (33 811), San Cristóbal (29 119), Güira de Melena (25 424), Bauta (23 557) y Guanajay (22 839). La ciudad de Artemisa sobrepasó en población a las ciudades históricas de San Antonio en 1954, y a Guanajay, en 1919.
En 2010, la Tasa de crecimiento demográfico fue de 0.39 %. La Tasa de natalidad fue de 11.38 por 1000 habitantes con una Tasa bruta de reproducción de 0.81 (niñas por mujer), inferior a 1.00; ambos valores muy cercanos a la media nacional. La Tasa de mortalidad infantil fue de solo 4.5 con una Esperanza de vida al nacer de 77.35 años (79.52 para las mujeres y 75.38 para los hombres). La estructura etaria muestra una prevalencia de los grupos entre 35 y 49 años. La población de más de 60 años es de 16.28%.

## Economía
La economía de la zona es fundamentalmente agrícola y ganadera con cultivos de caña de azúcar, plátanos (banana), papa (patata), boniato (batata), arroz, tomate y otras viandas y vegetales tropicales, cítricos y frutales. Se cultiva también tabaco (llamado de "Partido", alrededor de San Antonio). Existen explotación forestal y plantaciones de café en la Sierra del Rosario y se practica la pesca de plataforma en los asentamientos de la costa sur: El Cajío, Guanímar y Majana y en la costa norte en Cabañas (Mariel) y Bahía Honda, así como, la acuicultura en varios embalses de agua dulce.
En el sector industrial se destaca la industria de materiales de construcción con dos fábricas de cemento (Mariel y Artemisa) de las 6 existentes en el país, plantas de tejas de asbesto-cemento y terrazo (Artemisa) y de extracción y procesamiento de áridos y mezcla asfáltica (Caimito, San Cristóbal); también industria química (Carburo y Acetileno –Guanajay–, fósforos –Bauta– y plaguicidas –Artemisa–); generación eléctrica con una planta termoeléctrica en Mariel y generadores en Ariguanabo (Bauta); industria ligera (textileras de Ariguanabo y Alquízar, confecciones textiles, procesamiento de tabaco en Artemisa y varios municipios); industria mecánica (planta automotriz de Guanajay, implementos agrícolas de Güira de Melena, estructuras de aluminio en San Antonio, metalmecánica de San Cristóbal, desguace de buques de Bahía Honda), alimentaria (conservas en Candelaria y Artemisa, lácteos en San Cristóbal y Guanajay, procesadora de cítricos de Ceiba del Agua y cárnicos en Caimito), bebidas (vinos en San Cristóbal y Caimito) y azucarera (centrales “30 de noviembre” de San Cristóbal y "Harlem" de Bahía Honda).

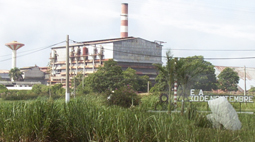
Central azucarero "30 de noviembre" en San Cristóbal.

El principal puerto es Mariel, uno de los más importantes del país, cuya ampliación con la construcción de una terminal de contenedores para buques de gran calado, fue inaugurada en enero de 2014, en el marco de una zona económica especial desarrollada por el gobierno cubano con inversión de Brasil.

## Transporte
El territorio cuenta con una extensa red de carreteras. Es atravesado de noreste a suroeste por la autopista de Habana-Pinar del Río como principal eje vial que cruza por 6 municipios. En 2022 se concluyó un ramal de la autopista que une directamente a la misma con la capital provincial. También la vieja Carretera Central (construida en 1925) enlaza directamente las cabeceras municipales de Bauta, Caimito, Guanajay, Candelaria y San Cristóbal con la capital provincial de Artemisa. A lo largo de la costa norte transcurre la Carretera del Circuito Norte (autopista entre La Habana y Mariel y carretera de dos sendas en lo adelante, a través de Cabañas, Bahía Honda prosiguiendo hacia La Palma y Pinar del Río). 
El Circuito Norte se enlaza con la Carretera Central en Guanajay. Una nueva autopista une la Autopista Nacional con el nuevo puerto del Mariel, en la margen occidental de la Bahía del mismo nombre. El Circuito Sur de la antigua Provincia de La Habana, nace en Artemisa y enlaza esta ciudad con los municipios de Alquízar y Güira de Melena, prosiguiendo hacia el puerto de Batabanó en la actual Provincia de Mayabeque. En el este, la Autopista de San Antonio une a ese municipio con la capital del país con prolongaciones hacia Güira y Alquízar.

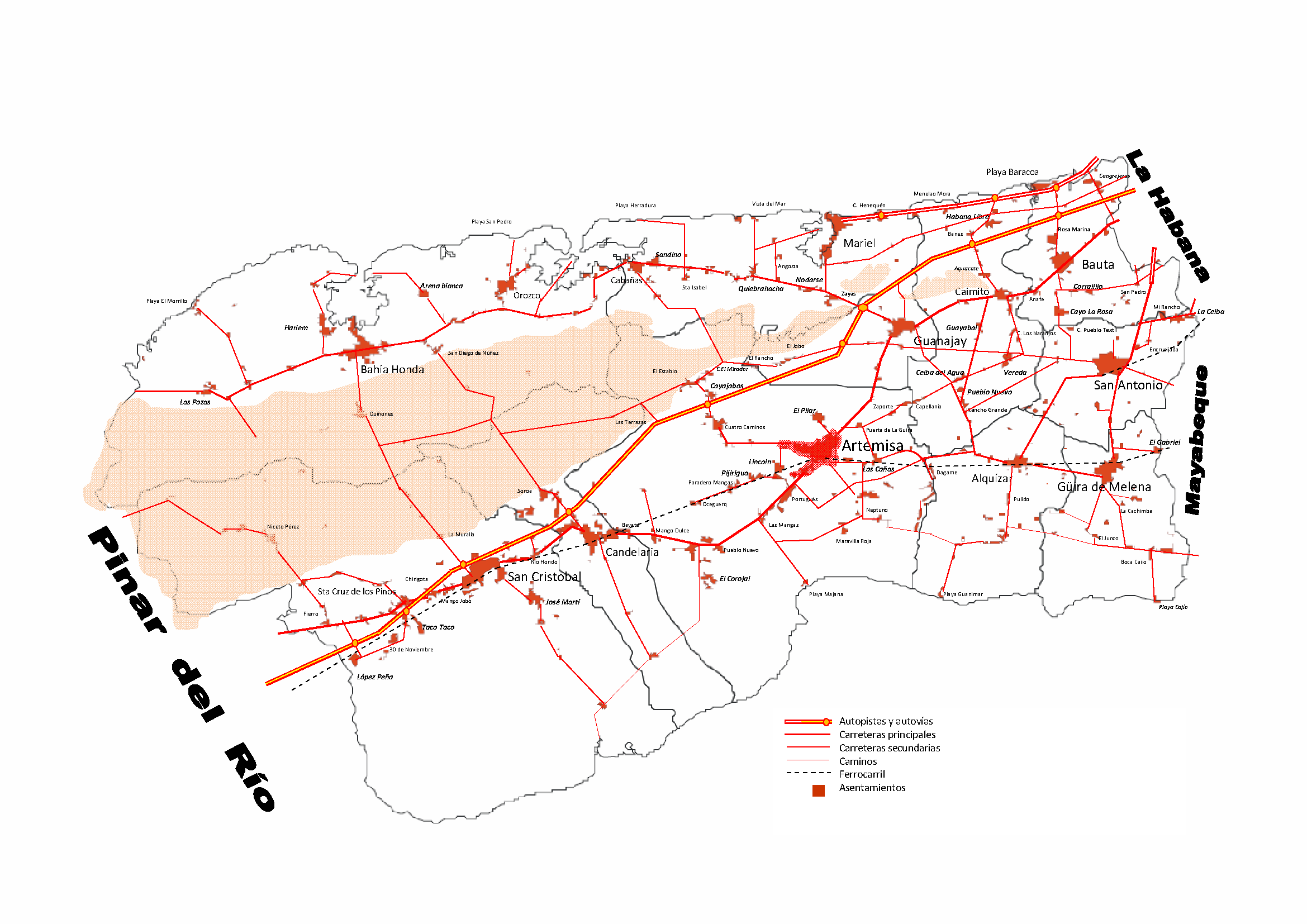
Mapa de carreteras de la provincia de Artemisa.

La Sierra del Rosario es atravesada de sur a norte por tres carreteras: de Artemisa a Cabañas, de Candelaria a San Diego de Núñez (Bahía Honda) y de San Cristóbal a Bahía Honda. Al mismo tiempo, la llamada Carretera Central de Montaña transcurre de este a oeste por el medio de la Sierra del Rosario desde Cayajabos –Artemisa– hasta La Palma en Pinar del Río.
La ciudad de Artemisa, elegida como capital provincial, ocupa una posición central en el territorio, con excelentes comunicaciones por carretera con todos los municipios. La distancia promedio a las cabeceras municipales es de solo 27,2 km, siendo el municipio más alejado el de Bahía Honda a 60 km. Solo una cabecera municipal, Bauta, está ligeramente más cerca del centro de la ciudad de La Habana (28 km) que de Artemisa (30 km).

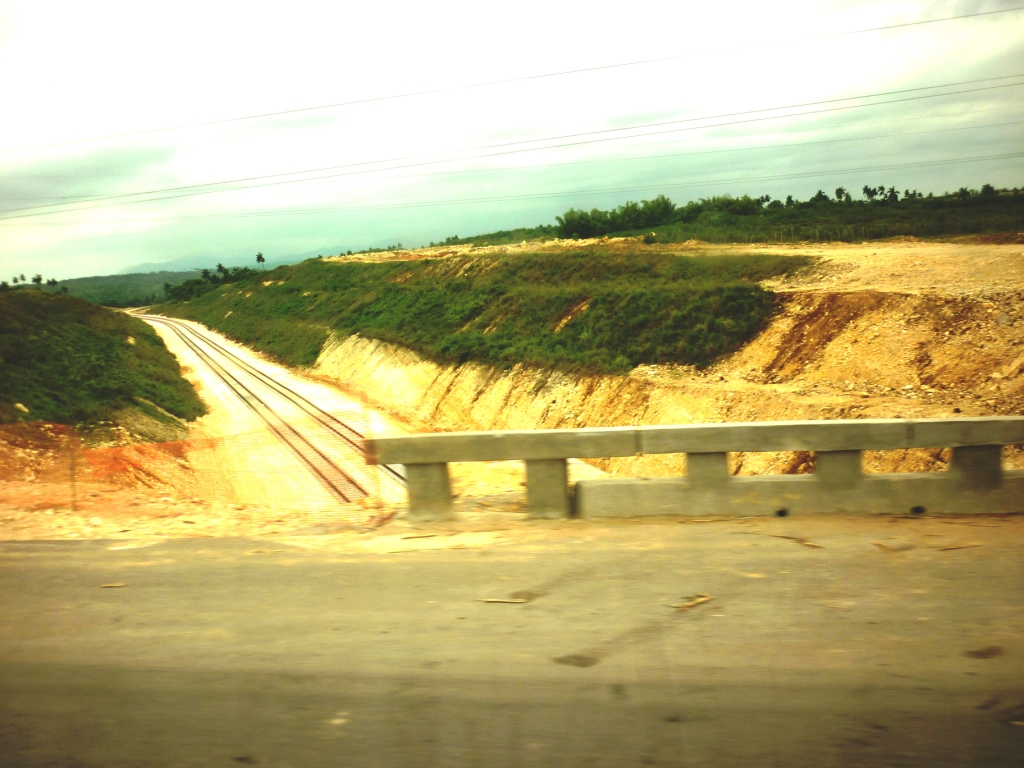
Nuevo Ferrocarril Habana-Mariel a su paso por debajo de la Autopista Habana-Pinar del Río. Un profundo corte facilita el ascenso de las alturas del Mariel.

El Ferrocarril del Oeste desde La Habana hasta Guane en Pinar del Río, atraviesa los municipios de Güira de Melena, Alquízar, Artemisa, Candelaria y San Cristóbal. Un ramal del mismo une a San Antonio de los Baños con Rincón (Boyeros, La Habana). Una nueva vía férrea doble concluida en 2014, llamada Ferrocarril del Puerto de Mariel, sustituye a la antigua Línea Guanajay y enlaza a La Habana con este puerto y con la ciudad de Artemisa siguiendo un trazado paralelo a la Carretera Central, con estaciones intermedias en Bauta, Caimito y Guanajay. Funcionan trenes de pasajeros a lo largo del Ferrocarril del Oeste hasta Pinar del Río, así como, servicios cortos Habana-Artemisa (por Guanajay) y Habana-San Antonio.
Los ferrocarriles de los centrales azucareros (usualmente con viejas locomotoras de vapor movidas por bagazo como combustible) han desaparecido paulatinamente, junto con la contracción de la industria azucarera. Subsiste la red ferroviaria que da servicio al central “30 de noviembre” en San Cristóbal.

## Turismo

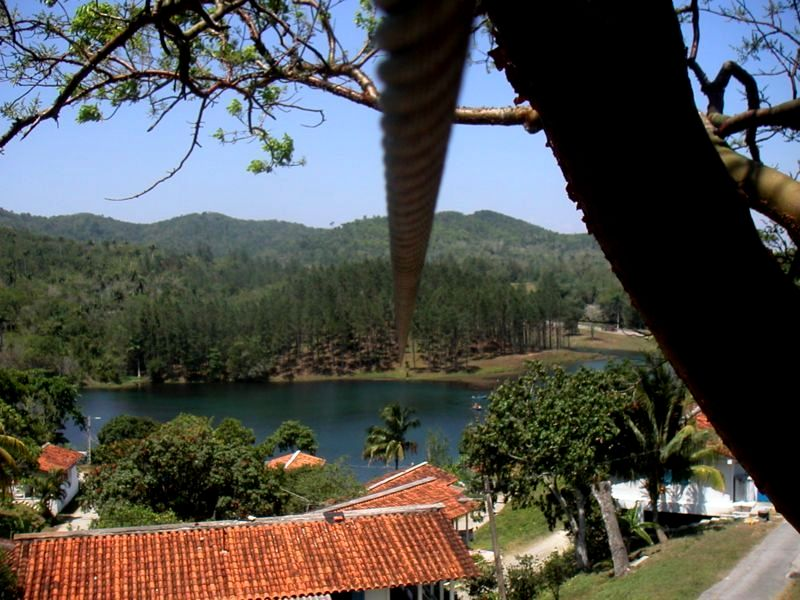
Comunidad Las Terrazas en la Sierra del Rosario.

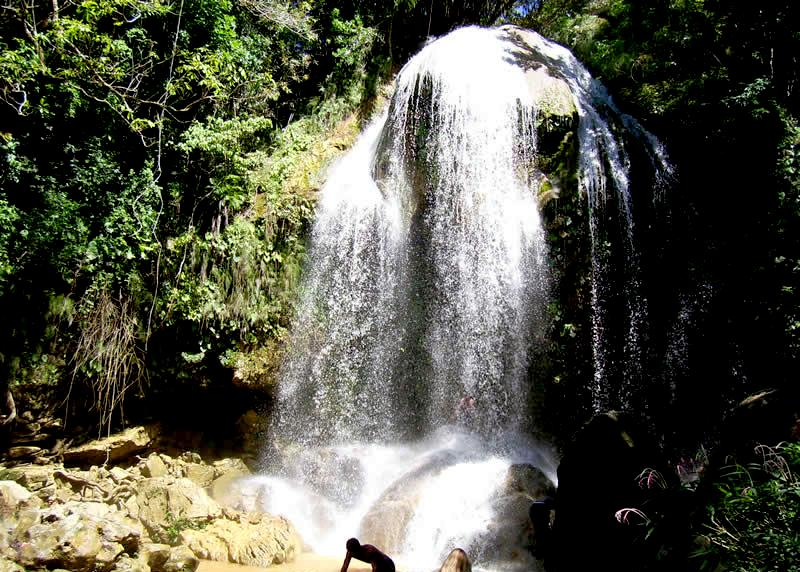
Salto de Soroa.

Las principales atracciones turísticas se localizan en la Sierra del Rosario, particularmente el parque natural Soroa (El salto del río Manantiales, Jardín Botánico Orquideario Soroa, con la colección de Orquídeas más grande del país) y la zona declarada como Reserva de la biosfera (Comunidad Las Terrazas, Hotel Moka). También constituye una atracción el Río Ariguanabo (San Antonio de los Baños, Hotel Las Yagrumas) y algunas playas de la costa norte (Baracoa en Bauta, El Salado en Caimito, Herradura en Mariel, San Pedro y El Morrillo en Bahía Honda).

## Esfera militar
La Provincia Artemisa ocupa un lugar muy destacado en la esfera militar y la defensa del país. En su territorio radica la principal base aérea del país: la Base de San Antonio (construida por los EE. UU. durante la Segunda Guerra Mundial). También el aeropuerto de Playa Baracoa (Caimito) y la base naval de Cabañas (Mariel), base occidental de la Marina de Guerra Revolucionaria. En Ceiba del Agua (Caimito) se encuentra la Academia Inter-Armas “Antonio Maceo” una de las 5 escuelas superiores (de nivel universitario) existentes en el país, para la formación de oficiales de las Fuerzas Armadas Revolucionarias de Cuba.

## Cultura
El territorio de la Provincia ha sido cuna de destacados intelectuales, escritores y artistas cubanos.
Entre los artistas, vale destacar a Cirilo Villaverde (1812-1894), primer gran novelista cubano, autor de “Cecilia Valdés” nacido en el Ingenio Santiago, San Diego de Núñez (Bahía Honda); María Teresa Vera (1895-1965), compositora y trovadora cubana, nacida en Guanajay; Luis Marquetti (1901-1992, Alquízar), compositor y bolerista; Arturo Sandoval, trompetista y jazzista (Artemisa); Enrique Jorrín, músico, padre del Chachachá (Candelaria 1926-1987); la escultora Jilma Madera, autora del Cristo de La Habana (San Cristóbal, 1915-2000), Pancho Amat, destacado guitarrista y tresista (Guira de Melena 1950); Silvio Rodríguez, famoso cantautor, fundador y figura emblemática de la Nueva Trova (San Antonio de los Baños, 1946); el escultor José Delarra (San Antonio de los Baños 1938-2003), y Polo Montañez (1955-2002) "El Guajiro Natural" popular cantante y compositor de música campesina, oriundo de la Sierra del Rosario en Candelaria. Bauta ha sido cuna de destacados actores del cine y la televisión, entre ellos Rogelio Blaín y Enrique Molina. El cantante y compositor pop cubano-canadiense Álex Cuba (Alexis Puente) es natural de Artemisa.
Entre los intelectuales, escritores y científicos destacan, el geógrafo, espeleólogo e historiador Antonio Núñez Jiménez (Alquízar, 1923-1998); el sabio naturalista y agrónomo Tranquilino Sandalio de Noda (Puerta de la Güira, Artemisa, 1808 – San Antonio de los Baños, 1866); el agrónomo y químico Álvaro Reynoso (Alquízar, 1829-1888); el geográfo, profesor universitario y periodista Salvador Massip Valdés (Artemisa, 1891-1978); el periodista y escritor Fernando G. Campoamor (Artemisa, 1914-2001), el biólogo molecular Luis Herrera, pionero de la biotecnología en Cuba, y el historiador Manuel Isidro Méndez (1882-1972), primer biógrafo de José Martí, asturiano de nacimiento, quien residió en Artemisa por más de 20 años y fue declarado "hijo adoptivo de esa ciudad". De Manuel Isidro Méndez es también la primera "Historia de Artemisa".
San Antonio de los Baños ha sido también cuna de notables humoristas y caricaturistas, entre ellos Eduardo Abela (1889-1965) y René de la Nuez (1937-2015) y mantiene una importante tradición cultural y gráfica con la celebración de la Bienal Internacional del Humor. El municipio es sede del Museo del Humor y también de la renombrada Escuela Internacional de Cine y Televisión de San Antonio de los Baños que ha tenido entre sus fundadores y directores a intelectuales de la talla de Gabriel García Márquez y Fernando Birri. También radica en San Antonio la Escuela Provincial de Arte.

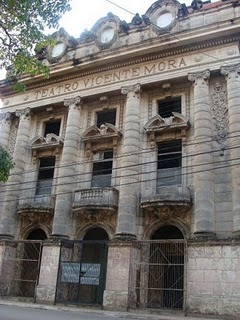
Fachada del Teatro Vicente Mora en Guanajay.

En Guanajay, el Teatro Vicente Mora fue una plaza cultural importante desde su fundación en 1930. La fachada de este teatro es una copia del Teatro de la Ópera de Berna en Suiza. La edificación fue clausurada en 1989 debido a su mal estado técnico y su restauración capital reiniciada en 2010.
Una de las manifestaciones culturales autóctonas con mayor arraigo en el territorio es la décima campesina repentista y el Punto Guajiro.

## Medios de comunicación social
Estaciones de radio:
- Radio Artemisa, emisora provincial, FM y AM.[25]

- Radio Ariguanabo, FM (San Antonio de los Baños).[26]

Estaciones de televisión (telecentros).
- ArTV (Artemisa), telecentro provincial.[27]

- TV Güira, municipal (Güira de Melena).

Periódicos:
- "El artemiseño", periódico provincial.[28]

## Educación Superior, Ciencia y Salud
La Provincia Artemisa cuenta a partir de septiembre de 2012 con la Universidad de Artemisa adscrita al Ministerio de Educación Superior, creada a partir de la fusión del Centro Universitario Municipal, la antigua Filial Regional Occidental de la Universidad de las Ciencias Informáticas (UCI) y el antiguo Instituto Superior Pedagógico “Rubén Martínez Villena”. La Universidad tiene su sede central en Artemisa con dos campus incluyendo facultades de ingeniería, cultura física, ciencias económicas y empresariales y en la otra sede, ciencias pedagógicas y socioculturales.
En 2010 se creó la Facultad de Ciencias Médicas de Artemisa adscrita a la Universidad de Ciencias Médicas de La Habana, a partir de su antecesora, la Facultad del Oeste de La Habana, con sede central en ese municipio y subsedes importantes en los Hospitales Docentes de Guanajay, San Antonio de los Baños y la Filial Docente de Ciencias Médicas "Piti Fajardo" en San Cristóbal. Esta Facultad forma profesionales en Medicina, Estomatología (Clínica Estomatológica Docente de Bauta), Tecnología de la Salud y Enfermería.
Se reorganiza la atención hospitalaria, teniendo como hospitales provinciales al Hospital General "Ciro Redondo" de Artemisa y al "Comandante Pinares" de San Cristóbal (antes perteneciente a Pinar del Río) que se convierte en el mayor de la provincia con 480 camas. El Hospital General de Guanajay se convierte en Pediátrico Provincial. Todos los municipios cuentan con Policlínicos. Forman parte de la red de Salud los Centros Municipales de Higiene y Epidemiología y el Centro de Información de Ciencias Médicas de Artemisa.
Existen también centros de investigación científica en ciencias agrícolas, entre ellos el Instituto de Investigaciones del Tabaco y el Centro Nacional de Parasitología del Instituto de Medicina Veterinaria (ambos en San Antonio de los Baños), así como el Institutos de Investigaciones en Granos(en Bauta).

## Deporte
El territorio cuenta con una gran tradición en el Béisbol, que data desde fechas anteriores a 1959; en particular, equipos de Artemisa y de San Antonio de los Baños (Círculo de Artesanos) participaron en la llamada Liga Nacional de Baseball Amateur. El Artemisa fue campeón en 1957 y 1959 y el Círculo de Artesanos en 1944. En las Series Nacionales (a partir de 1961), este territorio ha aportado importantes figuras, tanto a los equipos de La Habana, como de Pinar del Río. El equipo de los Vaqueros de La Habana, campeón nacional de la serie 2008-2009, tuvo un importante componente de los municipios del oeste de la entonces Provincia de La Habana, ahora parte de Artemisa, sobre todo en cuanto a lanzadores, que también integraron el equipo nacional. 
Entre las figuras más populares aportadas por el territorio se encuentran Agustín Marquetti, primera base de Industriales y de la selección nacional, apodado "El Toletero de Alquízar", y Luis Giraldo Casanova “El Señor Pelotero”, de los equipos de Pinar del Río y también de la selección nacional, natural de Bahía Honda. Más recientemente se destacó el lanzador Yadier Pedroso (1986-2013) de Artemisa, miembro del equipo nacional subcampeón del I Clásico Mundial y asistente a los dos Clásicos posteriores. Pedroso falleció prematuramente en 2013 debido a un accidente de tránsito.
A partir de la 51 Serie Nacional (2011-2012) Artemisa es representada por un equipo propio con el sobrenombre de "Cazadores", teniendo como emblema la Diana Cazadora (diosa Artemisa en la mitología griega).
El Deporte cuenta entre sus principales instalaciones con la Escuela Provincial de Iniciación Deportiva (EIDE) "Julito Díaz"" en Artemisa, y el Estadio de Béisbol “26 de julio” de esa ciudad. En el embalse "La Coronela" (Caimito) se encuentra la principal pista acuática del país, sede de los equipos nacionales de remo y canotaje.

## Órganos de gobierno
De acuerdo a la Constitución Cubana aprobada en 2019, el gobierno provincial lo encabeza un Gobernador elegido por los delegados a las asambleas municipales de los municipios constituyentes de la provincia a propuesta del Presidente de la República. Cómo órgano consultivo colegiado funciona el Consejo de Gobierno Provincial, cuyos miembros son el gobernador, el Vicegobernador, los Presidentes de las Asambleas Municipales y los Intendentes de cada municipio. Este órgano reemplazó a partir de 2020 a la anterior Asamblea Provincial del Poder Popular, constituida el 9 de enero de 2011.
El primer presidente provincial de Artemisa fue Raúl Rodríguez Cartaya (2011). En las provincias de Artemisa y Mayabeque se ensaya una reforma de la organización de los gobiernos provinciales en Cuba, que incluye racionalización de personal, concentración de funciones, separación de las funciones empresariales y mayores atribuciones en determinadas áreas.